# Regne d'Efon
El regne d'Efon, també Efon Alaaye del nom de la seva capital, és un estat tradicional de Nigèria a l'estat d'Ekiti.

## Història
La història de Efon Alaaye, com una ciutat antiga, es remunta a vers el 1200. D'acord amb els fets històrics, el fundador i el primer Alaaye (rei) d'Efon fou Obalufon Alaayemore, el tercer rei de la raça ioruba que va regnar a Ile-Ife, l'antecessor del qual va ser el fundador i pare dels iorubes, Oduduwa, també conegut com a Odua.
Obalufon Alaayemore, tercer Oba d'Ife, era el fill d'Obalufon Ogbogbodirin, segon governant d' Ile-Ife i el net gran d'Oduduwa que va viure i va regnar durant un període poc usualment llarg. El mateix Obalufon Alaayemore era un dels germans d'Oranyan, els fills del qual (Ajaka i Eweka) van ser coronats pel pare com Alaafin d'Oyo i Oba de Benín respectivament.
Obalufon Alaayemore va ascendir l'antic i el més important tron d'Oduduwa quan el seu germà Oranyan, que se suposava anava a ascendir al tron d'Ife després d'Obalufon Ogbogbodirin, es trobava a Benín i Oyo. A la tornada de Oranyan des de Benín i Oyo, on havia instal·lat als seus fills com Obes d'aquests regnes, va expulsar al seu germà usurpador del tron d'Ife i es va proclamar rei. Obalufon Alaayemore va fugir d'Ife per fundar Efon Alaaye a Ekiti. Quan va morir Oranyan, Obalufon Alaayemore que estava a Efon Alaaye, fou cridat per ascendir al tron d'Oduduwa a Ife, per segona vegada i es va convertir així en el tercer i cinquè governant de la raça ioruba regnant a Ife. Abans d'anar-se'n d'Efon Alaaye, Obalufon Alaayemore va instal·lar al seu fill Adudu Oranku, igual com Oranyan havia fet a Benín i Oyo amb els seus fills; Oranku fou el segon Alaaye i el seu successor, adornat amb tota la parafernàlia de la reialesa i des de llavors la governació del regne s'ha mantingut sempre dins el llinatge ininterrompudament durant uns 800 anys.
Després de pertànyer a l'Imperi d'Oyo, Efon va assolir la independència vers el 1800 però el 1815 fou atacada i sotmesa pel regne de Benín. Quinze anys més tard fou atacada i dominada per Ilorin, fins que aquest estat fou derrotat el 1840. Quan Oluyole, el primer Basorun (cap militar) d'Ibadan i Aare Kurunmi d'Ijaye van rebre els seus títols de l'alaafin Atiba d'Oyo havien obtingut carta blanca sobre Ijesa i el país Ekiti podent fer qualsevol cosa per reduir-los a la submissió. Vers el 1840 es va presentar l'oportunitat quan les poblacions ekitis d'Aaye i Otun van demanar ajust a Ibadan i a Ilorin en un conflicte de límits; Ibadan va enviar al balogun Oderinlo i Ilorin al fulani Afuku; l'exèrcit d'Ilorin fou derrotat i expulsat del país Ekiti. Les forces d'Ibadan van restar al país ekiti penetrant cap a Iloro-Ekiti, Aiyetoro, Usi i Isan assolant altres poblacions ekitis fins que foren derrotats a Itaji. L'expedició a Itaji fou la primera d'una sèrie d'expedicions anuals d'Ibadan contra el país Ekiti que van continuar fins que gairebé tota la regió va quedar sota el seu control.
El 1848 forces d'Ibadan, dirigides pel Balogun Ibikunle, i forces d'Ilorin, combinades, van atacar el país d'Efon. Van tenir cert èxit però no van aconseguir el control sobre Efon tot i que les seves forces sota Ajayi Ogbori van poder donar mort a un general d'Efon; llavors els ibadanis van enviar un nou exèrcit vers el 1850 que inicialment no va tenir les coses fàcils tant per la natura del terreny a Efon com per què els seus generals eren maldestres.
Ibadan va posar finalment setge a Efon vers 1851-1852. La ciutat no podia resistir sola i va demanar ajut als veïns però moltes ciutats ja havien estat atacades abans per Ibadan (i més abans per Ilorin) i s'havien debilitat; Ogutun havia estat derrotada per Ibadan que només havia deixat vius 32 persones i un gos en tota la ciutat; ciutats com Aramoko, Ijero i Imesi-Igbodo (avui Okemesi o Okemesi-Ekiti) ja eren molt dèbils. Només Ido-Irapa, Apa-Ipole (ara Ipole-Iloro) i Uwaji (poblacions que pertanyien a Efon) van poder enviar ajut militar però no van poder impedir la caiguda d'Efon en mans d'Ibadan (1854). Efon fou saquejada i el rei (alaaye) va haver de fugir i refugiar-se a Ugbole Aaye, la seva antiga residència; una seriosa fam va afectar Efon com a resultat de la lluita.
El 1862 es va presentar una oportunitat per al regne d'Ijesa d'imposar el seu domini sobre Efon, cosa que ambicionava feia temps. Efon donava ajut a Ibadan en la guerra anomenada Ijebu-Ere entre Ijesa i Ibadan. Efon no podia fer altra cosa després de la devastació que havia patit el 1854 però Ijesa la va acusar de ser hòstil al seu regne i va atacar Efon; Ijesa estava dirigida pel famós cap militar Ogedengbe Agbogungboro, que suposadament tenia sang efon tot i ser d'Ijesa; la primera batalla es va lliurar a Ido-Gongo, un suburbi d'Efon (uns 8 km al sud-oest); la guerra va seguir i l'alaaye Oba Ajogede va demanar ajut a les poblacions veïnes de Ogotun i Okemesi (Imesi-Igbodo); també Ijesa havia enviat missatgers a aquests veïns per procurar la seva neutralitat. Ogotun i Okemesi van anunciar que no volien participar en la guerra i serien neutrals; però l'oba d'Imesi Igbodo (Okemesi), Oba Aponlose, va vulnerar aquest acord i va permetre l'ajut a Efon sota la direcció del seu germà Adesoye(tot i la neutralitat, les dues ciutats eren favorables a Efon) que va aixercar un gran exèrcit, i a Ogotun un cap militar anomenat Osunsami va organitzar una força de voluntaris; altres ciutats van fer el mateix. Forces combinades d'Efon, Uwaji, Apa-Ipole i Ido-Gongo (ciutats satel·lits d'Efon) van marxar contra l'exèrcit d'Ijesa. La població d' Ido-Irapa (ara Ido Ajinnare) un suposat aliat d'Efon, va revelar aquests moviments a Ijesa; Fins i tot en el front de batalla les forces d'Ido-Irapa disparaven "popondo" (mongetes) a les forces d'Ijesa en lloc de les armes de foc que Efon els havia proporcionat. Els principals caps militars d'Efon que van prendre part en aquesta batalla van ser Balogun Ologunde Ajagajigi, Elemikan Jogunosimi (àlies Agbori Olorisori), Ajagunna Iyaya, Osogun Sagasaga, Odele Ogun, Onibaba, Ogbirigilaya, Awolu Sebi Aar, Odumirinkanle, Ogini Familusi i Okiribata
La guerra fou sagnant i va durar tres anys; després de més d'un any els aliats d'Efon van començar a estar cansats de la guerra i van fer una retirada tàctica cap al sud, en direcció a Ogotun. Efon ja estava molt debilitada després d'atacs edos (1815), ilorinis (1830), Ibadanis (1854) i va acabar perdent la batalla. Efon no es va poder salvar del saqueig i destrucció. Altre cop la ciutat va quedar deserta i molts dels seus habitants van fugir a Ogotun (1863) junt amb Osunsanmi que liderava les forces voluntàries d'aquesta ciutat combatent a Efon. L'exèrcit d'Ijesa va assetjar Ogotun en revenja per la seva ajuda militar a Efon (1864-1865); Ogutun va resistir prop de dos anys fins que els efons que hi havia a la ciutat van fugir i la ciutat es va rendir. Osinsanmi va morir en combat i el seu lloctinent Oliye va fugir a Ikere. Com a revenja per la seva ajuda a Efon, l'exèrcit d'Ijesa va saquejar també Imesi Igbodo i es va emportar tota la riquesa que va poder.
Al fugir de la ciutat els efons es van establir a Erinmo, a territori d'Ijesa on van estar un temps. L' Alaaye, Oba Ajogede fou assassinat en aquest temps per desconeguts per raons poc clares però es diu que molts soldats estaven decebuts per la covardia del rei que havia decidit presentar-se al Owa d'Ilesa (Ijesa) per demanar perdó. El va succeir Oba Asemojo, que va retornar al poble a la ciutat d'Efon tres anys després d'haver sortit d'ella (1866). El nou oba era hàbil i amb una personalitat imposant, i aviat va guanyar el suport de la seva gent; va cridar a la gent d'Efon exiliada a retornar. La tranquil·litat i la prosperitat va retornar aviat i va persistir fins a la guerra d'Ekitiparapo iniciada el 1877. Efon va entrar en l'Aliança Ekitiparapo formada pel Balogun Fabunmi d'Okemesi (Imesi Igbodo) contra Ibadan. Aquesta guerra va provocar milers de morts, i va anar seguida de la fam que va provocar més morts; la gent havia de menjar herbes i arrels. La guerra va acabar el 1893 i fou popularment coneguda com a Guerra de Kiriji. El 1893 els britànics van imposar la pau a tota Iorubalàndia.
D'acord amb la llista reial de 1931, l'Alaaye d'Efon va ser catalogat com el nombre 16 entre tots els Obas del país ioruba. Extractes del Diari Oficial del Govern de Nigèria del 28 febrer 1903 relatius a la reunió especial del Consell Central Natiu que va ser presidida pel governador colonial, Sir William MacGregor, com a tributaris de l'Ooni (rei d'Ife) apareix llistat l' Alaaye d'Efon amb el número onze entre els més importants obes iorubes a qui corones havien estat concedides per l' Ooni d'Ife, (i número quatre en relació amb l'estat de Ondo). Amb els seus fets històrics únics, Efon Alaaye ha estat un regne sobirà ioruba des de vers el 1200 i ha conservat el patrimoni tradicional i cultural.
Abans de la introducció del sistema de govern local de l'administració a Nigèria, Efon Alaaye, com una entitat sobirana ioruba, va gaudir d'una espècie de democràcia política tradicional. L'administració del regne estava en mans del Consell de l'Oba, compost per l'Oba (o Alaaye) i 6 caps. Cadascun dels sis caps era i continua sent un cap d'un dels sis barris que componen la ciutat. La monarquia ha estat ocupada sempre per alguna de les tres branques reials, que exerceixen de manera rotatòria per ordre: Ogbenuote, Obologun i Asemojo. El actual Oba, Emmanuel Aladejare Agunsoye II és el 46è Alaaye d'Efon Alaaye, a partir de Adudu Oranku, el fill del fundador de la ciutat, Obalunfon Alaayemore, i prové de la casa regnant Ogbenuote. I els electors dels reis són els sis alts caps dels sis barris de la ciutat. El cap Eyesemue és el cap de totes les dones i les dones caps d' Efon - Alaaye, i arbitrat com "Obabinrin"; porta a terme més o menys el mateix que el rei quan es tracta d'assumptes de la dona i està assistida per altres caps femenins per gestionar assumptes de la dona a la ciutat. La Eyesemue més notable va ser Alice Ajayi Aiyodola Fasakin, instal·lada el 1959 i que va regir els seus afers durant vint (26) anys i va morir a l'edat (suposada) de 121 anys.
Efon Alaaye manté certes institucions tradicionals fins avui amb el propòsit de bona collita, prevenció de les malalties i la mort dels joves i per al manteniment de la pau a tot els racons i cantonades de la ciutat i els voltants. Les festivitats tradicionals inclouen Olookun, Odun Egungun, Sango, Atita, Oloore, Olokun i Odun Ogun i que es duen a terme anualment. L'ocupació tradicional de la comunitat d'Efon és principalment l'agricultura, i això indica que les persones són majoritàriament agricultors, amb plantació de cultius com ara el nyam, iuca, arròs, plàtan, banana, blat de moro, pinya i cacau.
El 12 de gener de 1981, Efon Alaaye va ser creat com una administració local autònoma pel Govern Civil de l'estat de Ondo, quan la comunitat es va negar a participar en els assumptes del Ekiti West Local Government creat el 1976. La raó de la no participació en els assumptes del govern local és el fet que Efon Alaaye havia estat la seu del Consell de Districte d'Ekiti Oest durant divuit anys però quan es va convertir en Ekiti West Local Government de l'estat d'Ondo el 1976, la seu va ser traslladada arbitràriament de Efon Alaaye a Aramoko-Ekiti sense tenir en compte la història per serveis, la població i desitjos de les persones. El 1981 l'alaaye fou reconegut com a Autoritat Nativa. El 1984, sota el govern militar de l'estat d'Ondo, l'administració de govern local d'Efon Alaaye va esdevenir una Area de Govern Local i l'1 de juliol de 1989, Efon Alaaye va ser creada legalment com a autoritat nativa depenent de la LGA d'Efon, per decisió del Govern Militar de l'estat d'Ondo. Després de la creació de l'estat d'Ekiti, es va crear l'Àrea de Govern Local d'Efon-Alaaye amb seu a Efon (Efon Alaaye). Avui en dia, les següents ciutats i pobles constitueixen la LGA d'Efon Alaaye: 1. Efon Alaaye - capital 2. Araromi 3. Iwaji 4. Igboaba 5. Etisun 6. Alerokuku 7. Abeta 8. Ita-Ido 9. Ita-Awure 10. Alawaye 11. Irunsin 12. Oba Ayetoro 13. Obake 14. Ido Ayegunle 15. Oroo 16. Agboro 17. Okoadagba 18. Aladura 19. Orisunmibare 20. Alagbamesan 21. Olomoweve 22. Igbodofin.
La coronació oficial i presentació dels instruments i el personal de l'Oficina de Sa Altesa Reial l'Oba Emmanuel Adesanya Aladejare Agunsoye II, Alaaye d'Efon Alaaye, es va dur a terme el dissabte 21 de desembre de 1991.

## Llista de reis (Alaaye o oba)
- Adudu Oranku (vers 1200)
- Aparapa Orun
- Esumareade Oju Orunre aga ija
- Ewonbale Rowojo
- Ona se Sangoke
- Ile ka Eku
- Ididetu
- Ogogo ati inu Adeleyo Oko Oloni ni no mafi aju ba
- Igberu Aro
- Iji Emigun
- Agege Ifo
- Okemokunrin Ona
- Ogbagba alaka Onaija
- Okeke Igbo orito arireku do ase akun
- Eredamotu Ogetehusiteyo
- Atakumosa Faboleowo
- Afini-okin Orisa fi akegun Esi
- Alase Ori Aye
- Idagiri se omonana
- Abata nia yala okun Okungbe
- Orijaju Ogun
- Edolodiyi Atirikala
- Ikirinmijasi Akugbe
- Oyigimoligbirigbiri
- Gberu bi oya oke ola ona
- Abolu Erinwo Igbokose mimu
- Apata Amurojege
- Ojokomu afin ojukarin lagbo
- Osantoki wo aofin
- Ogarun wo oko Eye
- Anbihoho ola to oko mujowale
- Egboro oibo Akunu Ewu
- Otutubi osun ota gbena omikunwa ariragbenu okun yinoun
- Abarudu, orudu ajise owo
- Osupo sebi ere wolu Irin banigbele komo oju eni
- Ogbenu ote soro Agboju Oloja ti o nfon bi oro o
- Obologunjogbon asasara okuta
- Asemojo bi owo - Ogbaruku Efon soro 1826 - 1886
- Arosoye Ajogebe bawon lawo segi 1886 - 1892
- Atewogboyelowo Oyinbo I 1893 - 1911
- Arusuboja afi apasebi eni jegun 1911 - 1917
- Solomon Aladejare Agunsoye I 1917 - 1935
- Adeniran Asusumasa Atewogboye II 1936 - 1949
- Lawani Aladegbemi Asemojo bi owo III 1950 - 1990
- Emmanuel Adesanya Aladejare Agunsoye II 1991 -